# Mad'House
Mad'House fue un grupo Eurodance Franco-Holandés-Turco formado por Mukendi M'Bambi Adolphe (DJ, productor musical), Stéphane Durand (pronunciación en francés: /stefan dyʁɑ̃/; productor),  y Buse Ünlü (vocalista; nacida el 30 de diciembre de 1981). Eran conocidos por crear versiones de canciones de canciones de Madonna . El grupo solo estuvo activo durante la mayor parte de 2002. Se disolvió en octubre.
Su sencillo, "Like a Prayer", fue un éxito número #1 en Alemania, Austria e Irlanda.

## Historia
Mad'House se formó en la primavera de 2002, inspirada e influenciada por el mashup de Internet, "You Are Like a Prayer to Me", en el que participaron Madonna y Black Legend.
Su sencillo debut, "Like a Prayer", vendió muchas copias en toda Europa. Mad'House luego lanzó "Into the Groove" y "Holiday (canción de Madonna)", dos sencillos más basados en versiones de Madonna. Con la intención de capitalizar el éxito en los Países Bajos de su sencillo debut "Like a Prayer", Mad'House finalmente realizó una gira por toda Europa.
El 3 de septiembre de 2002 Mad'House lanzó su debut y único álbum de estudio Absolutely Mad.
En octubre de 2002, Mad'House comenzó una gira pero nunca salió de Europa. Después de su último concierto, Buse Ünlü decidió irse, abandonar su carrera y dedicarse a la maternidad debido al nacimiento prematuro de su hijo, Damian Angelo Geronimo Virgilio, el 17 de agosto del mismo año. Mad'House se disolvió en algún momento a fines de 2002.

## Discografía

### Álbumes de Estudio
| Título         | Detalles del álbum                                                     | Posiciones máximas en el gráfico | Posiciones máximas en el gráfico | Posiciones máximas en el gráfico | Posiciones máximas en el gráfico | Posiciones máximas en el gráfico | Posiciones máximas en el gráfico | Posiciones máximas en el gráfico |
| Título         | Detalles del álbum                                                     | AUT                              | BEL                              | FRA                              | GER                              | NDL                              | SWE                              | SWI                              |
| -------------- | ---------------------------------------------------------------------- | -------------------------------- | -------------------------------- | -------------------------------- | -------------------------------- | -------------------------------- | -------------------------------- | -------------------------------- |
| Absolutely Mad | - Released: 2 de septiembre de 2002 - Label: Universal Licensing Music | 13                               | 19                               | 3                                | 12                               | 54                               | 30                               | 12                               |

### Sencillos
| Año  | Sencillo        | Posiciones máximas en el gráfico | Posiciones máximas en el gráfico | Posiciones máximas en el gráfico | Posiciones máximas en el gráfico | Posiciones máximas en el gráfico | Posiciones máximas en el gráfico | Posiciones máximas en el gráfico | Posiciones máximas en el gráfico | Posiciones máximas en el gráfico | Posiciones máximas en el gráfico | Posiciones máximas en el gráfico | Álbum          |
| Año  | Sencillo        | AUS                              | AUT                              | BEL                              | DEN                              | FRA                              | GER                              | IRE                              | NED                              | SWE                              | SWI                              | UK                               | Álbum          |
| ---- | --------------- | -------------------------------- | -------------------------------- | -------------------------------- | -------------------------------- | -------------------------------- | -------------------------------- | -------------------------------- | -------------------------------- | -------------------------------- | -------------------------------- | -------------------------------- | -------------- |
| 2002 | "Like a Prayer" | 53                               | 1                                | 2                                | 18                               | 5                                | 1                                | 1                                | 2                                | 18                               | 2                                | 3                                | Absolutely Mad |
| 2002 | "Holiday"       | —                                | 19                               | 15                               | —                                | 10                               | 23                               | 19                               | 17                               | 53                               | 18                               | 24                               | Absolutely Mad |
| 2002 | "Like a Virgin" | —                                | 55                               | 31                               | —                                | 55                               | 67                               | —                                | 56                               | —                                | 98                               | —                                | Absolutely Mad |